# Johann Valerian Müller

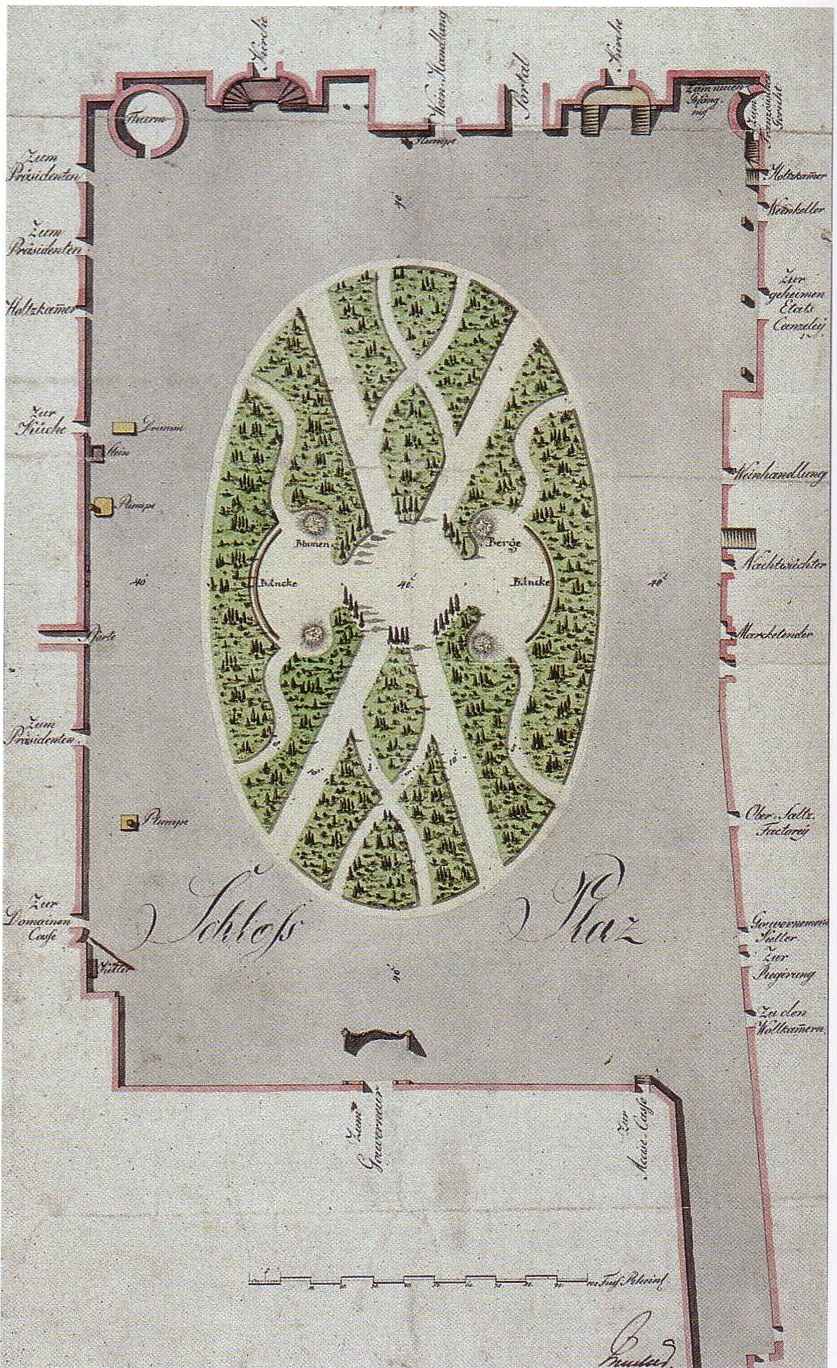
Müllers nicht verwirklichter Entwurf einer Grünanlage für den Königsberger Schlosshof

Johann Valerian Müller (* 1771 in Marienwerder, Westpreußen; † 1839 in Königsberg (Preußen)) war ein deutscher Architekt und preußischer Baubeamter in Königsberg. Er vertrat einen schlichten Klassizismus.
Nach dem Mathematikstudium an der Albertus-Universität Königsberg wurde er 1798 Bauinspektor in Königsberg, 1800 Kriegs- und Domänenrat und zuletzt Provinzialbaudirektor der Provinz Ostpreußen. Für das Oberlandesgericht Königsberg entwarf er einen Neubau des östlichen Nordflügels vom Königsberger Schloss. Die aus der Zeit des Deutschen Ordens stammenden Nordmauern wurden einbezogen. Die Ausführung erfolgte 1811 nach einem von anderer Hand umgearbeiteten Plan. Von 1806 bis 1809 erbaute er in Königsberg das Stadttheater und von 1811 bis 1813 das Gebäude der Sternwarte. Bekannt ist der von ihm aufgenommene große Stadtplan von Königsberg, den er 1815 herausgab.